# Bonanno-Familie
Die Bonanno-Familie (Bonanno Crime Family) ist eine italo-amerikanische Mafiafamilie der amerikanischen Cosa Nostra und eine der sogenannten Fünf Familien von New York City, welche dort die organisierte Kriminalität in weiten Teilen beherrschen.

## Geschichte der Familie

### Vorgeschichte
In den 1890er Jahren war Giuseppe „Peppe“ Bonanno, Jr. nach New York City gekommen und begründete den Clan, dem zunächst überwiegend Einwanderer aus Castellammare del Golfo angehörten. Auf Sizilien befanden sich zu dem Zeitpunkt die Bonannos und Magaddinos im Krieg mit der Buccellato-Familie. Giuseppe war ein klassischer Mustache Pete, sein Spitzname lautete „Don Peppe“. Giuseppe verstarb 1901 und sein jüngerer Bruder Salvatore „Turiddu“ Bonanno gilt ab 1908 als Oberhaupt des Clans. Er war zusammen mit seiner Ehefrau Caterina Bonventre und seinem Sohn Joseph Charles Bonanno, Sr., dem späteren eigentlichen Namensgeber der Bonanno-Familie, in die USA gekommen. Allerdings kehrte er 1911 nach Italien zurück, wo er 1915 verstarb.
Seitdem galt Nicola Schiro als Anführer des Clans, nach anderen Quellen soll dies aber erst ab 1925 der Fall gewesen sein. Er verschwand 1930 und an seine Stelle trat der frisch aus Castellammare del Golfo eingetroffene Salvatore Maranzano.

### Fünf Familien
Die Auseinandersetzung zwischen Joe Masseria und Salvatore Maranzano zwischen 1930 und 1931 manifestierte die Ausbildung der Fünf Familien der amerikanischen Cosa Nostra in New York City. Diese Auseinandersetzung zunächst zwischen aus dem Ort Castellammare del Golfo stammenden sizilianischen Mafioso und den übrigen Angehörigen der Cosa Nostra New Yorks wurde als Krieg von Castellammare bekannt. Zunächst setzten sich die Sizilianer durch, die überwiegend aus Castellammare del Golfo stammten. Im Laufe der Auseinandersetzung verwischte sich jedoch diese Trennungslinie, da sich die Bündnislage zwischen den beteiligten Personen im Laufe der blutigen Auseinandersetzung verschob. Insbesondere Charles „Lucky“ Luciano beeinflusste damit maßgeblich die Auseinandersetzung.
Die Auseinandersetzung die 1930 mit der Ermordung von Peter Morello begonnen hatte, endete zunächst mit der Ermordung von Joe Masseria 1931. Maranzano wollte die Mafia New Yorks in Fünf Familien aufteilen, was den bestehenden Machtverhältnissen der Stadt entsprach. Da sich nun aber Maranzano selbst als „Capo di tutti i capi“ (it.: Boss aller Bosse) an die Spitze über diese Familien setzen wollte, provozierte dieses Vorhaben weitere Konflikte. Seine angestrebte Position als dominantes Oberhaupt kam bei den anderen ranghohen Mafia-Mitgliedern nicht gut an, wobei seine arrogante Behandlung von Untergeordneten und die Vorliebe, seine Organisation mit dem Römischen Reich zu vergleichen, weitere Befürchtungen schürten.
Maranzano wurde dies früh genug klar, weshalb er den Mord an Luciano, Vito Genovese, Frank Costello und anderen potentiellen Widersachern plante, aber die Gegenseite war schneller. Zu dem Zeitpunkt, als Maranzano den Killer Vincent „Mad Dog“ Coll anheuern wollte, um Luciano und Genovese ermorden zu lassen, hatte Luciano mit Hilfe Meyer Lanskys Maranzanos Mordpläne bereits herausgefunden. Am 10. September 1931 drangen „Red“ Levine, Bo Weinberg, ein Verbrecher aus dem Umfeld von Dutch Schultz, und zwei weitere von Lansky zur Verfügung gestellte Killer in Maranzanos Büro ein, entwaffneten die Wachen und erschossen ihn.
Nach seinem Tod organisierten nun die Anführer der Fünf Familien die Zusammenarbeit in New York neu und verboten die Position des Capo di tutti i capi. Diese Familien trugen in der Regel den Namen ihres jeweiligen Oberhauptes und wurden später als Bonanno, Colombo, Gambino, Genovese und Lucchese klassifiziert. So wurde mit Hilfe des Mafiabosses von Buffalo Stefano Magaddino dessen Cousin, der damals sechsundzwanzigjährige Joseph Bonanno, zum Oberhaupt der verbliebenen Anhänger Maranzanos gewählt und die Bonanno-Familie war entstanden.
Luciano errichtete mit dem National Crime Syndicate und dessen Kommission nun ein geradezu föderales System; in diese Struktur waren auch das Chicago Outfit und sogar Nicht-Italiener eingebunden. Der einflussreichste von ihnen wurde darin der „Kosher Nostra“ Meyer Lansky.

### Die Familie unter Joseph Bonanno (1931–1965)

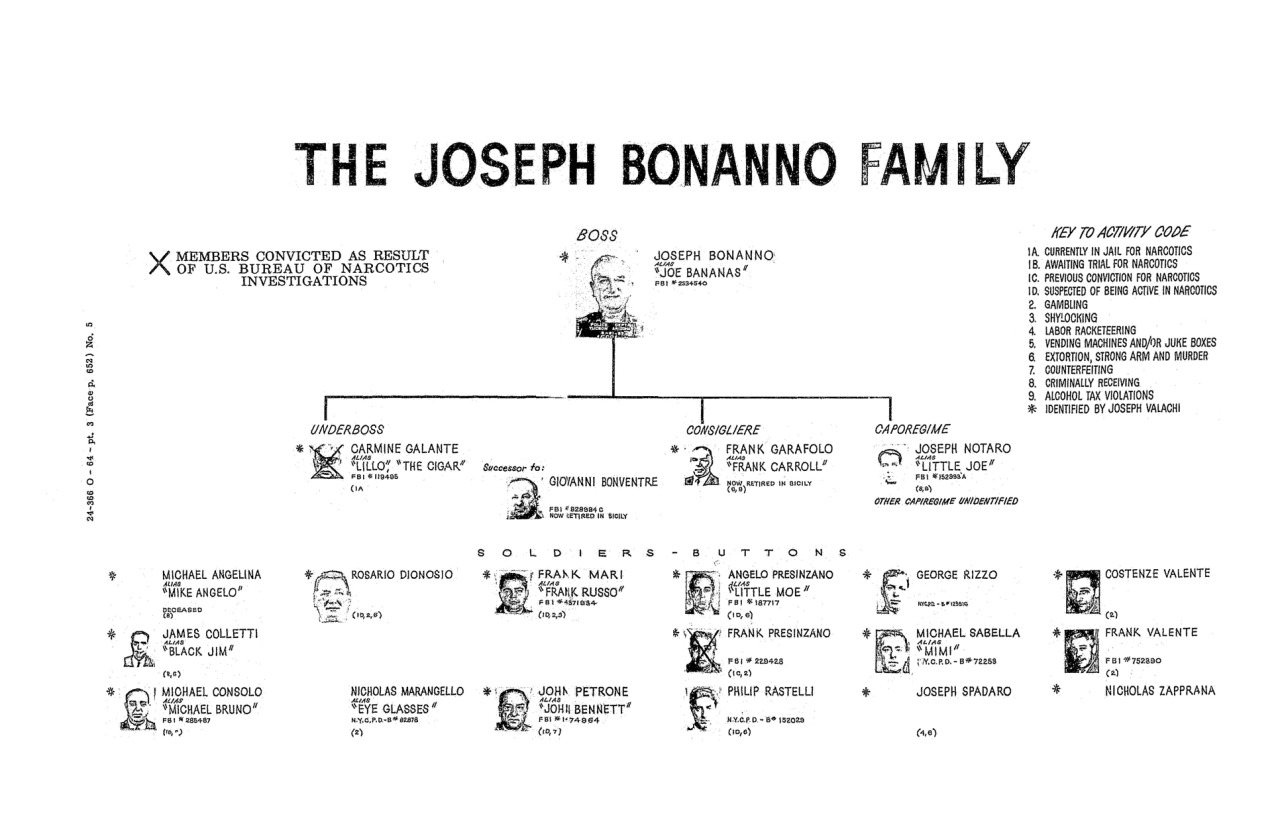
Organigramm der Bonanno-Familie 1963.

Bonanno war zu dieser Zeit mit 26 Jahren der jüngste Boss der Fünf Familien. Er glaubte fest daran, dass Blutsverwandtschaft und strenge sizilianische Erziehung der einzige Weg sei, die traditionellen Werte der Cosa Nostra hochzuhalten. Die Bonanno-Familie war insofern die traditionsorientierteste Mafia-Familie New Yorks und verwendete intern den sizilianischen Dialekt der italienischen Sprache. In der Folge dieser Beschränkungen blieb die Bonanno-Familie unter den fünf New Yorker Familien die kleinste. Der Position der Bonanno-Familie kamen aber die freundschaftlichen Beziehungen zugute, die Joseph Bonanno zu Joseph Profaci, dem Anführer der einflussreichen, später Colombo-Familie genannten Gruppierung, unterhielt. Die enge Beziehung der beiden Familien wurde im Jahre 1956 noch verstärkt, als Bonannos Sohn Salvatore eine Nichte Profacis heiratete.
Hauptbetätigungsfelder der Bonanno-Familie waren unter Joseph „Joe“ Bonanno Glücksspiel, Kreditwucher und vor allem der Drogenhandel. Joseph Bonanno selbst investierte gemeinsam mit Meyer Lansky verstärkt auf Kuba unter Fulgencio Batista. Kuba wurde hierbei zu einer der wichtigsten Drehkreuze für den Drogenhandel in die Vereinigten Staaten. Als sich der Sieg der Revolutionäre der Kubanischen Revolution abzuzeichnen begann, orientierte sich die Familie um. Es wurden die guten Kontakte nach Sizilien genutzt. Im Oktober 1957 hielt sich hierzu Joseph Bonanno für mehrere Tage in Palermo auf und traf sich dort mit Vertretern der sizilianischen Cosa Nostra, um den Drogenimport zu organisieren. Er regte hierbei die Bildung einer Kommission nach amerikanischem Vorbild auch für die sizilianische Mafia an.
Die Bonanno-Familie wurde in dieser Zeit zum größten Verteiler von illegalen Drogen in New York. 1963 verbündeten sich Bonanno und Joseph Magliocco, das damalige Oberhaupt der Colombo-Familie, gegen Tommy Lucchese, Carlo Gambino und Stefano Maggadino und planten die Ermordung ihrer Kontrahenten. Die Absichten der beiden wurden jedoch von Joseph Colombo verraten und sowohl Magliocco als auch Bonanno wurden von der einberufenen Commission der Mafia, in der Vertreter aller wichtigen Mafia-Familien des Landes vertreten waren, als Anführer ihrer jeweiligen Familien abgesetzt. Daraufhin kam es zu einem blutigen Konflikt innerhalb der Bonanno-Familie, der unter Anspielung auf den Namen der Familie manchmal auch als „Bananenkrieg“ bezeichnet wird. Den Anhängern Bonannos standen die Gefolgsleute Gaspar DiGregorios, dem von der Kommission eingesetzten Nachfolger Bonannos, gegenüber. DiGregorio vermochte sich indes nicht gegen Bonanno durchzusetzen und wurde bald durch Paul Sciacca ersetzt. Erst als Bonanno 1968 einen Herzinfarkt erlitt und sich nach Arizona zurückzog, wo er bis zu seinem Tode 2002 lebte, beruhigte sich die Situation innerhalb der Bonanno-Familie wieder und Sciacca wurde mit der Zeit als neuer Anführer anerkannt. Als Sciacca 1968 verhaftet wurde, verlor er seine Stellung an Natale Evola, der aber bereits 1973 verstarb. Evolas Nachfolger wurde Philip Rastelli. Die Auseinandersetzungen innerhalb der Bonannos führten schließlich dazu, dass die Mafia-Familie ihren angestammten Sitz in der Kommission der Mafia verlor.

### Die Familie und Carmine Galante (1975–1979)
Die Machtposition Rastellis wurde 1975 in Frage gestellt, als Carmine Galante, ein Zögling Joseph Bonannos, nachdem er wegen umfangreicher Rauschgiftgeschäfte zwölf Jahre einer zwanzigjährigen Haftstrafe abgesessen hatte, in die Freiheit zurückkehrte. Galante hatte sich vor seiner Inhaftierung unter Joseph Bonanno von dessen Chauffeur zum Underboss hochgearbeitet und aktivierte nach seiner Rückkehr seine Kontakte zur sizilianischen Mafia und deren Drogenkanälen und baute die so genannte „French Connection“ zum Einschmuggeln von französischem Heroin über Montreal auf. Seine sehr umfassenden Geschäfte sorgten für Nervosität bei Rastelli und auch innerhalb der Kommission. Verstärkt wurde das Misstrauen durch das aggressive Auftreten Galantes und die verstärkte Anwerbung von sizilianischen Mafiosi, die er auch als Leibwache einsetzte. Sein Ziel war es, die Kontrolle über sämtliche Aktivitäten der Mafia-Familien zu erlangen. Um dieses Ziel zu erreichen, ließ Galante mehrere Mitglieder rivalisierender Mafia-Gruppen ermorden. Aufgrund dieses Vorgehens zog er endgültig das Missfallen der Anführer der anderen Familien auf sich. Deshalb erteilte die Kommission den Auftrag, Galante aus dem Weg zu räumen. Am 12. Juli 1979 wurde er erschossen, als er sich gerade zigarrerauchend in einem Restaurant aufhielt. Viele der an der Ausführung des Mordanschlags beteiligten Personen bekleideten in der Folgezeit hochrangige Positionen innerhalb der Bonanno-Familie. Es ist anzunehmen, dass die Aktion auch von Rastelli gebilligt wurde, da dieser nach der Ermordung Galantes weiterhin das Oberhaupt der Bonanno-Familie blieb.

### Die Bonannos nach dem Ende Galantes
Nach dem Tod Galantes hatte Rastelli zunächst wieder die unumstrittene Stellung des Bosses der Bonanno-Familie inne. Die Familie konzentrierte sich auf Pizzerien (wo illegale Einwanderer untergebracht wurden), Restaurants, Espresso-Bars, Geschäfte mit der Pornografie und vor allem weiterhin auf Drogen. Allerdings wandten sich bald drei der Capos Rastellis (Philip „Philly Lucky“ Giaccone, Alphonse „Sonny Red“ Indelicato und Dominick „Big Trin“ Trinchera) gegen ihn, da sie einen größeren Anteil an dem Drogengeschäft haben wollten. Rastelli, der sich zu dieser Zeit in Haft befand und die Geschicke der Bonanno-Familie aus seiner Zelle lenkte, wollte sich demgegenüber vom Drogengeschäft abwenden. Eine Anfrage Rastellis bei der Kommission um die Erlaubnis zur Beseitigung seiner Gegner wurde zunächst abschlägig beschieden. Da die drei abtrünnigen Capos aber auch bald von anderen Familien als Problem angesehen wurden, wurde der Auftrag zur Beseitigung an Joseph Massino erteilt. Dieser verpflichtete drei Mitglieder aus dem Ableger der Bonannos in Montreal und verabredete ein Treffen mit Giaccone, Indelicato und Trinchera in Bensonhurst im Stadtteil Brooklyn. Bei dem Treffen am 5. Mai 1981 wurden die drei Capos von drei mit Skimasken maskierten Männern erschossen; dies konnte die Konflikte innerhalb der Familie aber nicht lösen.
Verschärft wurden die internen Probleme der Familie, da es dem FBI gelungen war, mit dem vorgeblichen Juwelendieb Donnie Brasco (alias Joseph D. Pistone) einen verdeckten Ermittler in die Bonanno-Familie einzuschleusen. Donnie Brasco ermittelte sechs Jahre innerhalb der Familie. Er gehörte dem Teil der Organisation an, die vom Capo Dominic „Sonny Black“ Napolitano geleitet wurde. Napolitano hatte aufgrund seiner maßgeblichen Beteiligung sowohl an der Ermordung Galantes als auch an der Beseitigung Giaccones, Indelicatos und Trincheras eine besonders hohe Stellung innerhalb der Hierarchie der Bonanno-Familie inne. Brasco wurde von dem einflussreichen Napolitano, der allerdings nicht wusste, dass Brasco ein Polizist war, gefördert und in die Bonanno-Familie eingeführt. Die durch Brasco erlangten Erkenntnisse führten zur Festnahme von über 100 Mobstern in allen Teilen der USA. Brasco sagte auch gegen Rastelli aus, der zu einer zwölfjährigen Haftstrafe verurteilt wurde, während derer er 1991 an Krebs starb. Napolitano hingegen wurde bereits am 17. August 1981 ermordet, da er für Brascos Erfolge als verdeckter Ermittler verantwortlich gemacht wurde.

### Die Bonannos nach dem Tod Rastellis
Nach dem Tod Rastellis, der die Organisation auch aus dem Gefängnis geleitet hatte, übernahm Massino die Position des Anführers. Unter Massinos Leitung wurden die illegalen Geschäfte der Bonanno-Familie wieder mehr im Verborgenen ausgeführt, um nicht wie in der Vergangenheit unnötig die Aufmerksamkeit der Ermittlungsbehörden zu wecken. Insgesamt konzentrierte sich das illegale Geschäft nun immer mehr auf den besonders lukrativen Drogenhandel. Weitere Aktivitäten betrafen Straftaten, bei denen die Gefahr der Entdeckung eher gering war, wie etwa Erpressung, Geldwäsche und Kreditwucher. So gelang es Massino das aufgrund der Brasco-Affäre in Mitleidenschaft gezogene Ansehen der Bonanno-Familie innerhalb der Fünf Familien wiederherzustellen. Als hilfreich erwies sich auch Massinos enge Freundschaft mit John Gotti, dem Anführer der Gambino-Familie. Es war unter anderem Gottis Einfluss zu verdanken, dass die Bonanno-Familie schließlich ihren Sitz in der Kommission, den sie zwischenzeitlich eingebüßt hatte, wieder zurückerhielt.
Massinos Strategie, den Ermittlungsbehörden möglichst wenig Angriffsfläche zu bieten, erwies sich zunächst als erfolgreich. Während die Anführer vieler anderer Familien der amerikanischen Cosa Nostra ins Fadenkreuz der Polizei gerieten, war der Ermittlungsdruck auf Massino eher gering. Schließlich wurde ihm jedoch der Mord an Napolitano zum Verhängnis. Aufgrund der Aussagen zweier hochrangiger Pentiti aus den Reihen der Bonanno-Familie wurden Massino und sein Underboss Salvatore Vitale 2003 wegen des Mordes an Napolitano angeklagt. Vitale, der sich auch für einige andere Morde zu verantworten hatte, entschied sich, gegen Massino auszusagen. Um der ihm drohenden Todesstrafe zu entgehen, kooperierte Massino nun gleichfalls mit den Ermittlungsbehörden und machte ausführliche Angaben zu den Aktivitäten der Bonanno-Familie. Zwar entging er so der Todesstrafe, doch wurde er zu einer lebenslangen Haftstrafe verurteilt.
Es wird angenommen, dass Massino dem FBI im Zuge seiner Aussagen den Tipp gab, die Stelle, an der 1981 bereits der Leichnam Alphonse Indelicatos gefunden worden war, noch einmal sorgfältig zu untersuchen. Im Zuge einer daraufhin vom FBI im Oktober 2004 an der „The Hole“ genannten Stelle im New-Yorker Stadtteil Queens durchgeführten Grabung wurden dort dann auch die Überreste von Dominick Trinchera und Phillip Giaccone entdeckt.

### Entwicklungen in den letzten Jahren
Nach der Verhaftung Massinos wurde dieser zunächst von Anthony Urso vertreten. Dessen Amtszeit war jedoch nur sehr kurz, da er ebenfalls verurteilt und inhaftiert wurde. An die Stelle Ursos als Vertreter Massinos trat dann Vincent Basciano. Als Massino zum Informanten wurde, versorgte er die Behörden auch mit Informationen über Basciano, so dass dieser Ende 2004 gleichfalls verhaftet und wegen diverser Straftaten angeklagt wurde. Massino nahm dann Gespräche, die er Ende 2004 und Anfang 2005 im Gefängnis mit Basciano führte, heimlich auf Tonband auf und sammelte so weiteres belastendes Material gegen Basciano. Die Behörden gehen davon aus, dass Basciano, nachdem die Zusammenarbeit Massinos mit der Polizei offenkundig wurde, diesen als Anführer der Bonanno-Familie abgelöst hat und sie bis heute aus der Gefängniszelle leitet.
Die Behörden setzten der Bonanno-Familie auch in der Folgezeit weiter zu. So wurde am 16. Februar 2006 Michael Mancuso, der offenbar als Vertreter Bascianos fungierte, verhaftet und wegen Mordes angeklagt.
Am Morgen des 9. Juli 2013 wurden neun Mitglieder der Bonanno-Familie, darunter Ernest Aiello, Dominiock Siano und Scott O’Neill, verhaftet und dem Supreme Court von Manhattan überstellt. Ihnen wird vorgeworfen, durch Erpressung, Wucherkredite, Glücksspiel und illegalen Verkauf von Viagra 10 Millionen USD eingenommen zu haben. Daneben wurden von der Polizei zahlreiche Schusswaffen sichergestellt. Man geht davon aus, dass hochrangige Mitglieder des Bonanno-Clans Führungspositionen in der lokalen Gewerkschaft 917 International Brotherhood of Teamsters Union bekleiden. Der Unterboss Nicholas „Nicky Cigars“ Santora sitzt derzeit noch seine Haftstrafe ab. Diese Vorfälle wurden als Indiz gesehen, dass die Cosa Nostra in New York nach wie vor aktiv ist.

## Historische Führung

### Oberhaupt der Familie
Nicht immer ist das Oberhaupt einer Familie so eindeutig zu identifizieren; insbesondere, wenn durch eine Haftstrafe ein anderes Familienmitglied in den Vordergrund rückt. Die Betrachtung von außen macht es nicht immer einfach, ein neues Oberhaupt als solches zu erkennen bzw. dessen genaue Amtszeit festzustellen. Außerdem scheint sich gewissermaßen ein Präsidialsystem durchzusetzen; d. h. das Oberhaupt verlagert seine Macht mehr auf einen sogenannten „acting boss“ und/oder „street boss“, die ihrerseits wiederum das Oberhaupt als solches weiter anerkennen, auch wenn es zum Beispiel in Haft sitzen sollte.
| Zeitraum    | Name                        | Spitzname      | Lebensdaten | Todesursache                     | Anmerkung                              |
| ----------- | --------------------------- | -------------- | ----------- | -------------------------------- | -------------------------------------- |
| 1890er–1901 | Giuseppe Bonanno, Jr.       | Peppe          | ????–1901   | 1901 ermordet                    | Täter: Buccellato Clan                 |
| 1908–1911   | Salvatore Bonanno           | Turiddu        | 1878–1915   | natürlicher Tod                  | 1911 zurückgetreten                    |
| 1912–1930   | Nicola Schiro               | Cola           | 1872–1957   |                                  | 1930 nach Italien geflohen             |
| 1930–1931   | Salvatore Maranzano         | Caesar         | 1886–1931   | am 10. September 1931 erschossen | Organisator: Lucky Luciano             |
| 1931–1965   | Joseph Charles Bonanno, Sr. | Joe Bananas    | 1905–2002   | natürlicher Tod                  | 1965 zurückgetreten                    |
| 1965–1966   | Gaspar DiGregorio           | Gasparino      | 1905–1970   | Lungenkrebs                      | von der Kommission abgesetzt           |
| 1966–1971   | Paul Sciacca                |                | 1909–1986   | natürlicher Tod                  | 1971 angeklagt                         |
| 1971–1973   | Natale Evola                | Joe Diamonds   | 1907–1973   | Krebs                            |                                        |
| 1973–1991   | Philip Rastelli             | Rusty          | 1918–1991   | Leberkrebs                       | 1975–1984 und 1987–1991 inhaftiert     |
| 1991–2004   | Joseph Charles Massino      | Joe, Big Joey  | 1943–heute  |                                  | 2003 inhaftiert ; wurde 2004 Informant |
| 2005–2013   | Vincent John Basciano       | Vinny Gorgeous | 1959–heute  |                                  | seit 2011 inhaftiert                   |
| 2013–heute  | Michael Mancuso             | Mickey Nose    | 1955–heute  |                                  | seit 2006 inhaftiert                   |

Acting Boss
- 1973–1974: Philip „Rusty“ Rastelli ; *1918–1991 ; wurde 1974 Boss
- 1974–1979: Carmine „Lilo the Cigar“ Galante ; *1910–1979 ; am 12. Juli 1979 erschossen / Auftraggeber: Philip Rastelli
- 1979–1983: Salvatore „Sally Fruits“ Farrugia ; *1915–1992
- 1987–1993: Anthony „Old Man“ Spero ; *1929–2008 ; 1994 angeklagt und 1995–1997 inhaftiert
- 2003–2004: Anthony „Tony Green“ Urso ; *1936–heute ; ab 2004 inhaftiert
- 2004–2004: Vincent „Vinny Gorgeous“ John Basciano ; *1959–heute ; wurde 2005 Boss
- 2004–2006: Michael „Mickey Nose“ Mancuso ; *1955–heute ; seit 2006 inhaftiert / wurde 2013 Boss
- 2006–2009: Salvatore „Sal the Iron Worker“ Montagna ; *1971–2011 ; 2009 ausgewiesen / 2011 ermordet
- 2010–2012: Vincent „Vinny T.V.“ Badalamenti ; *1958–heute ; 2012–2013 inhaftiert
- 2013–heute: Thomas „Tommy D“ DiFiore ; *1943–heute ; gleichzeitig Unterboss

Street Boss
- 1964–1968: Frank Labruzzo
- 1964–1965. (GREMIUM)
  - Gaspar „Gasparino“ DiGregorio, Angelo Caruso, Nicolino „Nick“ Alfano (Acting Consigliere)
- 1979–1981: Salvatore „Sal“ Catalano ; *1941–heute ; gleichzeitig Unterboss
- 1981–1981: Dominick „Sonny Black“ Napolitano ; *1930–1981 ; am 17. August 1981 ermordet / Organisator: Joseph Charles Massino
- 2009–2010: (GREMIUM)
  - Joseph „Sammo“ Sammartino, Sr., weitere Mitglieder des Gremiums wurden nicht bekannt
- 2012–2013: (GREMIUM)
  - Vincent „Vinny“ Asaro, Anthony „Fat Tony“ Rabito, Thomas „Tommy D“ DiFiore (Acting Boss und gleichzeitig Unterboss)
- 2013–2015: John Palazzolo ; *1938–heute
- 2015–heute: Joseph „Joe C. Jr.“ Cammarano, Jr. ; *1950–heute ; gleichzeitig Acting Underboss

### Underboss der Familie
Der Underboss ist die Nummer zwei in der Verbrecherfamilie; er ist der stellvertretende Direktor des Syndikats. Er sammelt Informationen für den Boss, gibt Befehle und Instruktionen an die Untergebenen weiter. In Abwesenheit des Bosses führt er die kriminelle Gruppe.
| Zeitraum   | Name                        | Spitzname       | Lebensdaten | Todesursache                | Anmerkung                                     |
| ---------- | --------------------------- | --------------- | ----------- | --------------------------- | --------------------------------------------- |
| 1915–1921  | Stefano Magaddino           | The Undertaker  | 1881–1974   | natürlicher Tod             | ging 1921 nach Buffalo                        |
| 1921–1930  | Vito Bonventre              |                 | 1875–1930   | am 15. Juli 1930 erschossen |                                               |
| 1930–1931  | Joseph Charles Bonanno, Sr. | Joe Bananas     | 1905–2002   | natürlicher Tod             | wurde 1931 Boss                               |
| 1931–1932  | Angelo Caruso               |                 |             |                             | 1964–1965 Teil des Gremiums                   |
| 1932–1955  | Francesco Garofalo          | Frank Caroll    | 1891–1968   |                             |                                               |
| 1955–1962  | Carmine Galante             | Lilo, The Cigar | 1910–1979   | am 12. Juli 1979 erschossen | 1962–1974 inhaftiert / wurde 1974 Acting Boss |
| 1962–1968  | John Morales                | Johnny Burns    |             |                             | von der Kommission abgesetzt                  |
| 1968–1971  | Natale Evola                | Joe Diamonds    | 1907–1973   | Krebs                       | wurde 1971 Boss                               |
| 1971–1973  | Philip Rastelli             | Rusty           | 1918–1991   | Leberkrebs                  | wurde 1973 Boss                               |
| 1974–1979  | Nicholas Marangello         | Nicky Glasses   | ????–1999   |                             | abgesetzt                                     |
| 1979–1981  | Salvatore Catalano          | Sal             |             |                             | gleichzeitig Street Boss                      |
| 1981–1988  | Joseph Charles Massino      | Joe, Big Joey   | 1943–2023   |                             | 1987–1992 inhaftiert / wurde 1991 Boss        |
| 1991–2003  | Salvatore Vitale            | Handsome Sal    | 1947–heute  |                             | wurde 2003 Informant                          |
| 2004–2007  | Nicholas Santora            | Nicky Mouth     | 1942–2018   |                             | 2007 angeklagt                                |
| 2013–2015  | Thomas Defiore              | Tommy D.        | 1943–heute  |                             | gleichzeitig Acting Boss                      |
| 2015–2019  | Joseph Cammarano Jr.        | Joe C.          |             |                             |                                               |
| 2019–2021  | Ernest Aiello               | Ernie           |             |                             |                                               |
| 2021–heute | John Spirito Sr.            | Johnny Joe      |             |                             |                                               |

Acting Underboss
- 1965–1968: Pietro „Skinny Pete“ Crociata ; zurückgetreten
- 1968–1968: Frank „Russo“ Mari ; 1968 verschwunden
- 1984–1988: Louis „Louie HaHa“ Attanasio, Jr. ; *1944–heute
- 2001–2002: Richard „Shellackhead“ Cantarella ; *1944–heute ; wurde 2002 Informant
- 2003–2004: Joseph Cammarano, Sr. ; *????–2013
- 2004–2004: Michael Mancuso ; wurde 2004 Acting Boss
- 2015–heute: Joseph „Joe C.“ Cammarano, Jr. ; gleichzeitig Street Boss

### Consigliere der Familie
Auf derselben Ebene wie der Underboss steht der Consigliere, der Berater der kriminellen Familie. Es handelt sich in der Regel um ein älteres Mitglied der Familie, welches über großen Respekt innerhalb der Familie verfügt und dadurch einen beträchtlichen Einfluss ausüben kann.
| Zeitraum   | Name                      | Spitzname          | Lebensdaten | Todesursache    | Anmerkung                                                   |
| ---------- | ------------------------- | ------------------ | ----------- | --------------- | ----------------------------------------------------------- |
| 1932–1939  | Phillipe Rapa             |                    |             |                 |                                                             |
| 1940–1964  | John Tartamella           |                    | 1892–1966   | natürlicher Tod | zurückgetreten                                              |
| 1964–1968  | Salvatore Vincent Bonanno | Bill               | 1932–2008   | Herzinfarkt     | zurückgetreten / Sohn von Joseph Charles Bonanno, Sr.       |
| 1968–1971  | Philip Rastelli           | Rusty              | 1918–1991   | Leberkrebs      | wurde 1971 Unterboss                                        |
| 1971–1974  | Joseph DiFilippo          |                    |             |                 |                                                             |
| 1974–1984  | Stefano Cannone           | Stevie Beefs       |             |                 |                                                             |
| 1984–2001  | Anthony Spero             | Old Man            | 1929–2008   | natürlicher Tod | 1987–1993 gleichzeitig Acting Boss                          |
| 2001–2010  | Anthony A. Graziano       | T.G.               | 1940–heute  |                 | bereits seit 1999 Acting Consigliere / 2003–2011 inhaftiert |
| 2014–heute | Anthony Rabito            | Fat Tony, Mr. Fish | 1934–heute  |                 |                                                             |

Acting Consigliere
- 1965–1968: Nicolino „Nick“ Alfano ; zurückgetreten
- 1968–1968: Michael „Mike“ Adamo ; 1968 verschwunden
- 1987–1992: Joseph Buccellato
- 1999–2001: Anthony A. Graziano ; wurde 2001 Consigliere
- 2001–2003: Anthony Urso ; wurde 2003 Acting Boss
- 2004–2007: Anthony „Fat Tony“ Rabito ; *1934–heute

## Bekannte Mitglieder
- Donnie Brasco; eigentlich Joseph D. Pistone, ermittelte sechs Jahre als Undercoveragent in der Bonanno-Familie. Seine Erfahrungen wurden 1997 mit Johnny Depp und Al Pacino in den Hauptrollen verfilmt. Zum Schutz vor Racheakten der Mafia lebt er heute mit einer neuen Identität ausgestattet an einem nur den Behörden bekannten Ort.
- Dominic Napolitano; ein hochrangiges Mitglied der Bonanno-Familie, das an diversen Morden im Rahmen familieninterner Konflikte beteiligt war. Napolitano führte Brasco in die Familie ein und wurde aus diesem Grunde später ermordet.

## Filme und Dokumentationen
- 1997: Donnie Brasco: Film über den in der Bonanno-Familie verdeckt ermittelnden Joseph Pistone und Bonanno-Mitglied „Lefty“ Ruggiero.
- 1999: Bonanno: A Godfather’s Story: Zweiteiliger Film über die Karriere von Joseph Bonanno
- 2012: Im Netz der Mafia – Die Geheimakten des FBI: britische 13-teilige Dokumentationsserie (Folge 7: Der Drogenbaron: Carmine Galante / Folge 8: Der Undercover-Agent: Donnie Brasco)
- 2014: Salvatore Maranzano wird in der Serie Boardwalk Empire, in 4 Folgen der 5. Staffel durch Giampiero Judica verkörpert und Joseph Bonanno wird in der Staffel 5, Folge 8 von Amadeo Fusca gespielt.